# Nuoto ai campionati mondiali di nuoto 2023 - 800 metri stile libero maschili
La gara di nuoto dei 800 metri stile libero maschili dei campionati mondiali di nuoto 2023 è stata disputata il 25 e 26 luglio 2023 presso il Marine Messe Fukuoka di Fukuoka. Vi hanno preso parte 38 atleti provenienti da 31 nazioni.
La competizione è stata vinta dal nuotatore tunisino Ahmed Hafnaoui, mentre l'argento e il bronzo sono andati rispettivamente all'australiano Samuel Short e allo statunitense Robert Finke.

## Podio
| Posizione | Atleta         | Nazionalità |
| --------- | -------------- | ----------- |
| Oro       | Ahmed Hafnaoui | Tunisia     |
| Argento   | Samuel Short   | Australia   |
| Bronzo    | Robert Finke   | Stati Uniti |

## Programma
| Data           | Ora (UTC+9) | Turno    |
| -------------- | ----------- | -------- |
| 25 luglio 2023 | 11:32       | Batterie |
| 26 luglio 2023 | 20:02       | Finale   |

## Record
Prima della competizione il record del mondo e il record dei campionati erano i seguenti:
| Record mondiale       | 7'32"12 | Zhang Lin Cina | 26 luglio 2009 Roma, Italia |
| Record dei campionati | 7'32"12 | Zhang Lin Cina | 26 luglio 2009 Roma, Italia |

Nel corso della competizione non sono stati migliorati.

## Risultati

### Batterie
| Pos. | Batteria | Corsia | Atleta                      | Nazionalità   | Tempo   | Note             |
| ---- | -------- | ------ | --------------------------- | ------------- | ------- | ---------------- |
| 1    | 3        | 5      | Samuel Short                | Australia     | 7'40"90 | Q                |
| 2    | 3        | 1      | Ahmed Hafnaoui              | Tunisia       | 7'41"97 | Q                |
| 3    | 3        | 3      | Lukas Märtens               | Germania      | 7'42"04 | Q                |
| 4    | 4        | 6      | Daniel Wiffen               | Irlanda       | 7'43"81 | Q,               |
| 5    | 4        | 4      | Robert Finke                | Stati Uniti   | 7'43"87 | Q                |
| 6    | 4        | 5      | Mychajlo Romančuk           | Ucraina       | 7'44"07 | Q                |
| 7    | 4        | 3      | Gregorio Paltrinieri        | Italia        | 7'44"89 | Q                |
| 8    | 3        | 2      | Guilherme da Costa          | Brasile       | 7'45"80 | Q                |
| 9    | 3        | 4      | Florian Wellbrock           | Germania      | 7'45"87 |                  |
| 10   | 3        | 9      | Marwan El-Kamash            | Egitto        | 7'46"55 | Record nazionale |
| 11   | 4        | 8      | Luca De Tullio              | Italia        | 7'46"87 |                  |
| 12   | 4        | 0      | Dávid Betlehem              | Ungheria      | 7'47"02 |                  |
| 13   | 4        | 7      | Damien Joly                 | Francia       | 7'47"44 |                  |
| 14   | 2        | 6      | Kim Woo-min                 | Corea del Sud | 7'47"69 |                  |
| 15   | 2        | 2      | Kristóf Rasovszky           | Ungheria      | 7'47"93 |                  |
| 16   | 2        | 7      | Alfonso Mestre Vivas        | Venezuela     | 7'48"66 | Record nazionale |
| 17   | 3        | 6      | Elijah Winnington           | Australia     | 7'49"24 |                  |
| 18   | 3        | 8      | Henrik Christiansen         | Norvegia      | 7'50"46 |                  |
| 19   | 4        | 1      | Ross Dant                   | Stati Uniti   | 7'54"23 |                  |
| 20   | 4        | 9      | Pacome Bricout              | Francia       | 7'55"20 |                  |
| 21   | 2        | 3      | Dimitrios Markos            | Grecia        | 7'55"72 |                  |
| 22   | 2        | 4      | Luke Turley                 | Gran Bretagna | 7'55"84 |                  |
| 23   | 3        | 7      | Daniel Jervis               | Gran Bretagna | 7'55"92 |                  |
| 24   | 3        | 0      | Fei Liwei                   | Cina          | 7'56"69 |                  |
| 25   | 2        | 5      | Carlos Garach               | Spagna        | 7'59"52 |                  |
| 26   | 2        | 8      | Bar Soloveychik             | Israele       | 7'59"65 |                  |
| 27   | 2        | 9      | Aryan Nehra                 | India         | 8'00"76 | =                |
| 28   | 2        | 1      | Eric Georges Brown          | Canada        | 8'01"41 |                  |
| 29   | 1        | 5      | Khiew Hoe Yean              | Malaysia      | 8'05"11 | Record nazionale |
| 30   | 2        | 0      | Zac Reid                    | Nuova Zelanda | 8'06"94 |                  |
| 31   | 1        | 4      | Righardt Muller             | Sudafrica     | 8'07"08 |                  |
| 32   | 1        | 3      | Mai Trần Tuấn Anh           | Vietnam       | 8'08"56 |                  |
| 33   | 1        | 6      | Glen Lim Jun Wei            | Singapore     | 8'09"90 |                  |
| 34   | 1        | 2      | Ratthawit Thammananthachote | Thailandia    | 8'14"87 |                  |
| 35   | 1        | 7      | Eduardo Cisternas           | Cile          | 8'18"06 |                  |
| 36   | 1        | 1      | Rodolfo Falcón              | Cuba          | 8'20"35 |                  |
| 37   | 1        | 0      | Líggjas Joensen             | Fær Øer       | 8'41"85 |                  |
| 38   | 1        | 8      | José Campo                  | El Salvador   | 8'57"60 |                  |
|      | 4        | 2      | Felix Auböck                | Austria       | dns     |                  |

### Finale
| Pos.    | Corsia | Atleta               | Nazionalità | Tempo   | Note |
| ------- | ------ | -------------------- | ----------- | ------- | ---- |
| Oro     | 5      | Ahmed Hafnaoui       | Tunisia     | 7'37"00 |      |
| Argento | 4      | Samuel Short         | Australia   | 7'37"76 |      |
| Bronzo  | 2      | Robert Finke         | Stati Uniti | 7'38"67 |      |
| 4       | 6      | Daniel Wiffen        | Irlanda     | 7'39"19 |      |
| 5       | 3      | Lukas Märtens        | Germania    | 7'39"48 |      |
| 6       | 7      | Mychajlo Romančuk    | Ucraina     | 7'43"08 |      |
| 7       | 8      | Guilherme da Costa   | Brasile     | 7'47"26 |      |
| 8       | 1      | Gregorio Paltrinieri | Italia      | 7'53"68 |      |